# Lasioglossum halictoides
Lasioglossum halictoides là một loài Hymenoptera trong họ Halictidae. Loài này được Fox mô tả khoa học năm 1893.

## Hình ảnh

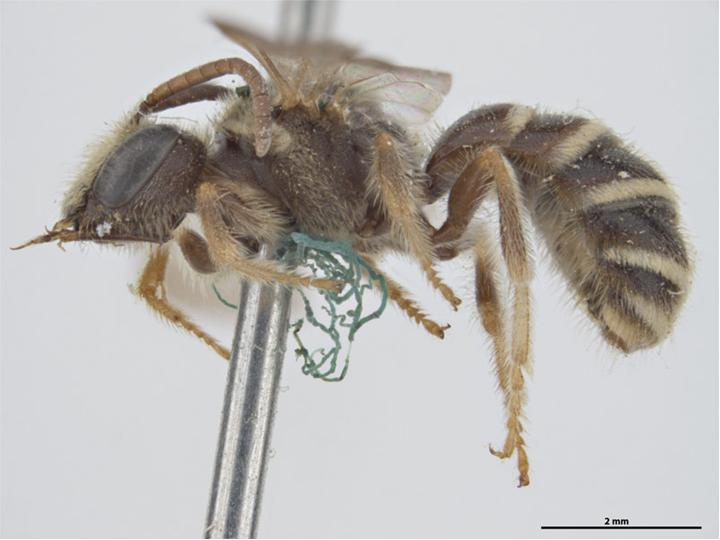